# Niccolò Fabi
Niccolò Fabi (Roma, 16 maggio 1968) è un cantautore italiano.
Nel corso della sua carriera ha pubblicato undici album in studio da solista e uno collaborativo con Max Gazzè e Daniele Silvestri, ottenendo tre Premio Lunezia e tre Targhe Tenco per il suo contributo e il valore nell'industria musicale italiana. Nel 2013 ha ottenuto una candidatura ai Nastri d'argento alla migliore canzone originale per Il Silenzio. per il film Pulce non c'è.

## Biografia
Si è laureato con il massimo dei voti in Filologia romanza all'Università degli Studi di Roma "La Sapienza", discutendo una tesi di codicologia con Roberto Antonelli.
Fin dalla giovane età ha iniziato a lavorare come assistente al palco, nel tour del 1986 di Alberto Fortis. Frequenta l'ambiente musicale grazie al padre, Claudio Fabi, noto produttore discografico degli anni settanta. È stato batterista nei Fall Out, cover band che proponeva solo pezzi dei Police. Grazie alle esibizioni dal vivo nei vari locali romani, ha modo di conoscere Daniele Silvestri, Max Gazzè, Federico Zampaglione e Riccardo Sinigallia; è grazie a quest'ultimo, che ha portato dei demo a varie case discografiche, che Fabi ottiene un contratto con la Virgin.

### Gli anni novanta
Il successo del suo primo singolo Dica... (1996) gli apre la strada del Festival di Sanremo 1997 dove vince il Premio della Critica nella Categoria Nuove Proposte con Capelli. Poco dopo esce il suo primo album Il giardiniere, seguito dal singolo omonimo uscito nel 1997. L'anno dopo è di nuovo al Festival con Lasciarsi un giorno a Roma seguito dall'album Niccolò Fabi. Incide con Gazzè il brano Vento d'estate, canzone vincitrice della manifestazione Un disco per l'estate.
Oltre a Lasciarsi un giorno a Roma e Vento d'estate, il disco contiene Il male minore, cover in italiano di Barely Breathing di Duncan Sheik, e la collaborazione con Frankie hi-nrg mc su Immobile, sulla base prodotta dal DJ e beatmaker Ice One e dalla produttrice Julie P.

### Gli anni duemila

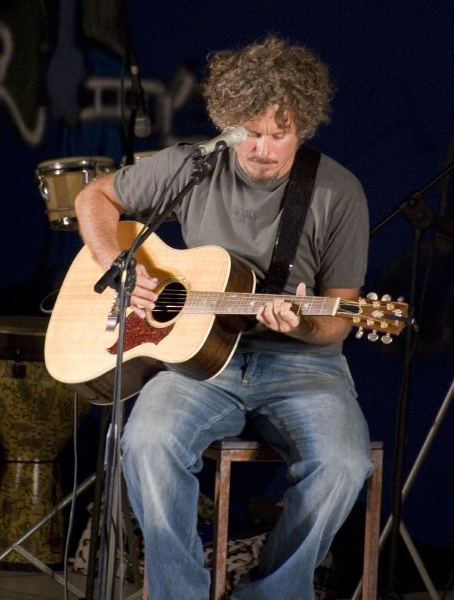
Niccolò Fabi nel 2006.

Nel 2000 esce Sereno ad ovest, trainato dal singolo Se fossi Marco. L'anno successivo esce nei paesi di lingua spagnola Niccolò Fabi, album composto da brani tratti dai dischi precedenti cantati in spagnolo come Si fuera, Viento del norte e Dejarse en Roma.
Nel 2003 esce La cura del tempo, composto da undici brani, tra cui il singolo È non è e i brani Il negozio di antiquariato e Offeso, quest'ultimo in duetto con Fiorella Mannoia. Nello stesso anno Fabi è ospite in una puntata del programma Racconti di vita condotto da Giovanni Anversa. Nel 2004 prende parte alla seconda edizione del Festival O' Scià tenuta sull'isola di Lampedusa, chiamato da Claudio Baglioni a duettare con lui. L'anno dopo partecipa all'album La fantastica storia del pifferaio magico di Edoardo Bennato interpretando il brano Non è amore.
Nel 2006 esce Novo Mesto, promosso dai singoli Costruire e Oriente. L'anno ha inoltre segnato la sua partecipazione al Festival di Sanremo in qualità di ospite degli Zero Assoluto nella serata dei duetti per la rivisitazione di Svegliarsi la mattina, oltre all'evento MusicAfrica. Il 3 novembre è uscita la sua prima raccolta, Dischi volanti 1996-2006, composto da due CD atti a riassumere i dieci anni di attività del cantante; l'edizione speciale presenta anche un DVD con alcuni video musicali e versioni dal vivo di alcuni brani. L'uscita della raccolta viene anticipata dal singolo Milioni di giorni. Successivamente alla pubblicazione della raccolta Fabi intraprende il Dischi volanti tour 21 date nell'intimità dei club sparsi per l'Italia.
Nel febbraio del 2007 pubblica l'album Dentro per il mercato spagnolo, che raccoglie i brani tratti dai suoi precedenti lavori La cura del tempo e Novo Mesto in versione spagnola. Tra i singoli estratti, Es no es (versione spagnola di È non è) e Ponerse alas (Mettere le ali). Nella primavera dello stesso anno partecipa al Progetto per il Darfur in Sudan, nel quale è coinvolto in numerosi concerti e come testimonial del Salam International Hospital di Emergency.
Nel novembre del 2008 pubblica Violenza 124, risultato derivato dalla commistione di sette differenti realtà musicali, dai Mokadelic a Boosta, passando per Roberto Angelini. Il 21 aprile 2009 partecipa insieme ad altri 55 artisti italiani alla registrazione del brano Domani 21/04.2009, scritta da Mauro Pagani e ripubblicata in favore della ricostruzione e del restauro del conservatorio Alfredo Casella e della sede del Teatro Stabile d'Abruzzo a L'Aquila. Il 29 maggio dello stesso anno pubblica il sesto album in studio, Solo un uomo, anticipato dall'omonimo singolo.

### Gli anni 2010
Il 3 luglio 2010 la figlia Olivia muore a soli 22 mesi per una meningite fulminante all'ospedale pediatrico Bambino Gesù di Roma. In sua memoria l'artista decide di organizzare, insieme alla compagna Shirin Amini, un concerto con fini benefici (Parole di Lulù) il 30 agosto a Mazzano Romano (Roma), al quale hanno preso parte molti artisti della musica italiana (tra cui Elisa, Paola Turci, Marina Rei, Cristina Donà, Pilar, Tosca, Fiorella Mannoia, Max Gazzè, Daniele Silvestri, Samuele Bersani, Pacifico, Simone Cristicchi, Pier Cortese, Alex Britti, Jovanotti, Giuliano Sangiorgi, Claudio Baglioni, Gianni Morandi, Luca Barbarossa con Neri Marcorè, Enrico Ruggeri, Subsonica, Mokadelic, Paolo Belli, Paolo Vallesi, Alberto Fortis e tanti altri). Il 18 novembre 2010 ad Ancona, ha ricevuto il Premio Zamenhof 2010 - Le voci della pace per aver messo la sua musica e la sua voce per l'Africa, per le popolazioni più povere, in particolare dei più vulnerabili, i bambini, realizzando spettacoli e canzoni per costruire 20 scuole in Sudan e un nuovo ospedale pediatrico in Angola. Scrive per Serena Abrami il brano "Lontano da tutto", con cui partecipa a Sanremo Giovani 2011.
Aprile, maggio e giugno 2011 sono i mesi del Solo Tour. Fabi si esibisce, per la prima volta, da solo con l'aiuto di strumenti e loop station. Il 4 maggio 2011 viene pubblicato il volume 30.08.2010 Immagini e parole di Lulù curato dal cantante e da Shirin Amini, fotografa e mamma di Olivia, per le edizioni Kowalsky. Il volume raccoglie le foto scattate durante il concerto al Casale sul Treja. Più di 40 date per il tour estivo del 2011. Una superband lo accompagna durante questo lungo giro: Roberto Angelini, Gabriele Lazzarotti, Fabio Rondanini, Andrea Pesce, Andrea di Cesare, Cristiano De Fabriitis, Puccio Panettieri, Matteo Pezzolet. Nel 2011 scrive con Laura Pausini l'inedito Nel primo sguardo, brano presente nell'album Inedito dell'artista romagnola.
Nel luglio del 2012 riceve, a Marina di Carrara, il Premio Lunezia Elite - segnalazione antologica per il valore Musical-Letterario del brano Costruire. Il 7 settembre 2012 esce nelle radio il singolo Una buona idea, che anticipa l'uscita del suo settimo album Ecco in vendita dal 9 ottobre 2012. La promozione del disco sarà portata avanti con un inedito set live che lo vede accompagnato da Pier Cortese e Roberto Angelini, amici e musicisti d'eccezione.
Tra gennaio e marzo 2013 è in tour con la sua band storica e l'aggiunta di Pier Cortese a cori, chitarra e iPad. I concerti sono stati aperti da Roberto Angelini. Nel marzo 2013, in seguito alle Elezioni politiche, insieme ad altri suoi colleghi, aderisce al progetto Riparte il futuro firmando la petizione che ha lo scopo di revisionare la legge anti-corruzione modificando la norma sullo scambio elettorale politico-mafioso (416 ter) entro i primi cento giorni di attività parlamentare. Nel maggio 2013 è invitato dal Presidente del Senato, Grasso, alla giornata contro le mafie a Palermo. Candidato ai Nastri d'argento alla migliore canzone originale Il Silenzio scritta con i Mokadelic per il film Pulce non c'è, con la regia di Giuseppe Bonito. Nel giugno 2013 inizia un tour estivo, esibendosi in eventi quali: Notte Rosa di Rimini, Sherwood di Padova, Festambiemte di Grosseto, Carroponte di Milano, Cavea dell'Auditorium di Roma, GruVillage di Torino, La notte della Taranta a Melpignano e molte altre. Nell'ottobre 2013 il suo disco Ecco vince la Targa Tenco (assegnata dopo votazione indetta dal Club Tenco tra circa 200 giornalisti musicali italiani) come migliore disco dell'anno.

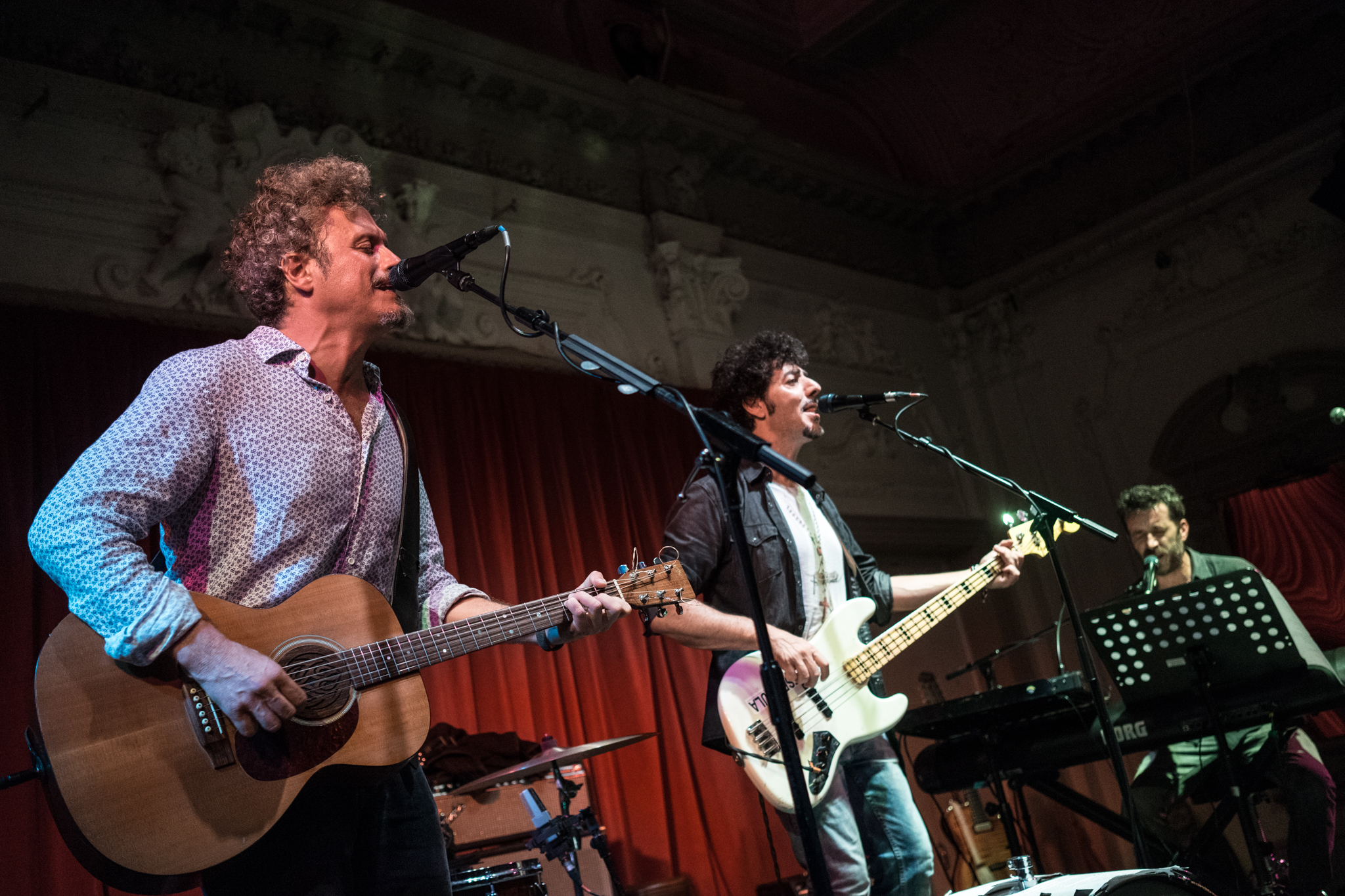
Niccolò Fabi insieme a Max Gazzè e Daniele Silvestri live a Londra nel 2014.

Nel 2014 fonda con Daniele Silvestri e Max Gazzè il supergruppo Fabi Silvestri Gazzè, pubblicando l'album Il padrone della festa a cui segue un tour europeo (Colonia, Berlino, Parigi, Londra, Bruxelles, Lussemburgo, Amsterdam, Valencia, Madrid, Barcellona) a settembre 2014 e un tour nei palazzetti dello sport italiani tra novembre e dicembre 2014.
Tra febbraio e marzo 2015 organizza un secret tour in solitaria che tocca piccoli locali. Nell'aprile 2015 pubblica insieme a Daniele Silvestri e Max Gazzè una versione inedita del singolo Canzone di Anna, inserita all'interno dell'album dal vivo Il padrone della festa - Live. Il progetto FabiSilvestriGazzè si conclude con due eventi. il 22 maggio 2015 all'Arena di Verona e il 30 luglio a Capannelle per il festival Rock in Roma. L'estate del 2015 lo vede in concerto con il GnuQuartet.
Da febbraio 2016 è docente della sezione Canzone dell'Officina delle Arti Pier Paolo Pasolini, progetto di alta formazione della Regione Lazio nell'ambito della canzone, del teatro e del multimediale, coordinato rispettivamente da Tosca, Massimo Venturiello e Simona Banchi, in cui si accede per bando pubblico. Il 15 luglio 2016, a Marina di Carrara, riceve il Premio Lunezia Canzone d Autore per il valore musical-letterario dell album Una somma di piccole cose. Il 20 settembre 2016, con Una somma di piccole cose, si aggiudica nuovamente la Targa Tenco per la categoria 'Album dell'anno'.
Il 27 marzo 2017, Una somma di piccole cose viene certificato disco d'oro. Il 2 aprile 2017 è testimonial della campagna nazionale #sfidAutismo17, esibendosi sul palco del Teatro Politeama a Palermo e cantando per la prima volta dal vivo Il Silenzio. Il 13 giugno 2017 esce Il giardiniere 2017, nuova versione del brano del 1997 che farà parte della raccolta Diventi Inventi 1997-2017 in uscita il 13 ottobre. Il 30 agosto 2017, durante il tour con cui celebra i suoi venti anni di carriera e giorno che coincide con il compleanno della figlia scomparsa, avrebbe dichiarato di volersi prendere una pausa nella sua vita artistica. La conclusione di questa fase della sua carriera sarebbe avvenuta con il termine del tour 2017 previsto per il 26 novembre al PalaLottomatica di Roma. Lo stesso Fabi ha smentito questa interpretazione della sua dichiarazione.
L'11 ottobre 2019 esce il suo undicesimo album Tradizione e tradimento, composto da nove brani.

### Gli anni 2020
Il 2 ottobre 2022 realizza il suo primo concerto all'Arena di Verona in occasione dei 25 anni di carriera, per la prima volta accompagnato da un'orchestra. Questo evento è il preludio di una nuova raccolta in uscita il 2 dicembre 2022 dal titolo Meno per meno e di un tour teatrale omonimo svoltosi tra aprile e maggio 2023.
A inizio 2025 annuncia l'arrivo del suo nuovo album Libertà negli occhi, a cui fa seguito un tour tra ottobre e novembre sui palchi di 17 città italiane.

## Discografia

### Da solista
Album in studio
- 1997 – Il giardiniere
- 1998 – Niccolò Fabi
- 2000 – Sereno ad ovest
- 2001 – Niccolò Fabi
- 2003 – La cura del tempo
- 2006 – Novo Mesto
- 2007 – Dentro
- 2009 – Solo un uomo
- 2012 – Ecco
- 2016 – Una somma di piccole cose
- 2019 – Tradizione e tradimento
- 2025 – Libertà negli occhi

Raccolte
- 2006 – Dischi volanti 1996-2006
- 2017 – Diventi Inventi 1997-2017
- 2022 – Meno per meno

### Con Fabi Silvestri Gazzè
- 2014 – Il padrone della festa

## Filmografia
- Dove siete? Io sono qui, regia di Liliana Cavani (1993)
- Fabi Silvestri Gazzè – Un passo alla volta, regia di Francesco Cordio (2025), con Max Gazzè e Daniele Silvestri

## Premi e riconoscimenti
- Nastri d'argento
  - 2013 – Candidatura alla migliore canzone originale per Il silenzio

- Premio Lunezia
  - 2003 – Premio della critica per l'album La cura del tempo
  - 2012 – Premio Lunezia Elite per il valore musical-letterario per il brano Costruire
  - 2016 – Premio Lunezia Canzone d’Autore per il valore musical-letterario dell’album Una somma di piccole cose
- Targa Tenco
  - 2013 – Miglior album per Ecco
  - 2016 – Miglior album per Una somma di piccole cose
  - 2023 – Miglior canzone per Andare oltre